# Ancien presbytère Saint-Pierre-et-Saint-Paul
L'ancien presbytère Saint-Pierre-et-Saint-Paul est un édifice bâti au XIXe siècle, situé entre la place de la Victoire et la place de l'Église Saint-Pierre-et-Saint-Paul, dans le centre-ville de Pointe-à-Pitre, sous-préfecture de la Guadeloupe.
Propriété de la commune, et classé au titre des monuments historiques par arrêté du 31 mars 1992, le bâtiment est aujourd'hui appelé Pavillon de la Ville de Pointe-à-Pitre.

## Localisation
Abritant un petit jardin au cœur de son enceinte, l'ancien presbytère Saint-Pierre-et-Saint-Paul est implanté dans le centre historique de Pointe-à-Pitre, à l’articulation de deux des plus grandes places de la ville.
Il vient s'encastrer entre la Place de la Victoire, à l'est ; la rue Alexandre Isaac, au nord ; et la rue du général Ruillier, à l'ouest. 
Cette dernière rue s'ouvre sur la place de l'ancien gouverneur Gourbeyre (aussi appelée place de l'église), avec à sa gauche le Palais de justice, et à sa droite l'Église Saint-Pierre-et-Saint-Paul.

## Prix et distinctions
- En 2007, les travaux de rénovation entrepris par la commune ont été distingués par un « Ruban du patrimoine »[2].